# ماوريسيو كوريا
ماوريسيو كوريا (7 مايو 1987 في البرازيل - ) هو لاعب كرة قدم برازيلي في مركز الدفاع.

## وصلات خارجية
- ماوريسيو كوريا على موقع قاعدة بيانات كرة القدم.إي يو (الإنجليزية)
- ماوريسيو كوريا على موقع Soccerway.com (الإنجليزية)